# Festival international du film de femmes de Salé
Das Festival international du film de femmes de Salé (kurz FIFFS; arabisch المهرجان الدولي لفيلم المرأة بسلا, DMG al-Mahraǧān ad-duwalī li-fīlm al-marʾa bi-Salā) ist ein jährlich in der Stadt Salé in Marokko stattfindendes Filmfestival, das Filmen gewidmet ist, die von Frauen produziert wurden. Es wurde 2004 gegründet und wird von der Association Bouregreg durchgeführt. Sein Ziel ist es, die künstlerischen Beiträge von Frauen angemessen sichtbar zu machen, die diese im Bereich Film vor und hinter der Leinwand leisten.
Im Rahmen des Filmfestivals werden Preise in den Sparten Spielfilm, Dokumentarfilm und Filme für ein junges Publikum vergeben. Darüber hinaus wird ein jeweils anderes afrikanisches Land durch seine filmschaffenden Frauen als Gastland präsentiert. Seit 2019 hat das Filmfestival eine Reihe, in der klassisch afrikanische oder arabische Filme präsentiert werden, mit dem Titel „Classique du cinéma africain et arabe au féminin“. Den Grand Prix des Festival international du film de femmes de Salé gewannen unter anderem Eine Perle Ewigkeit, Die Fremde, Das Mädchen Wadjda und Toni Erdmann.
Bis 2019 fand das Festival 13 mal statt. Die 14. Ausgabe des Festivals, ursprünglich für September und Oktober 2020 geplant, wurde auf September 2021 verschoben.